# Pauline de Witt
Pauline de Witt, geboren Guizot (1831 – 28 februari 1874), was een Frans historica en vertaalster die ook heeft gepubliceerd onder de namen Pauline Guizot en Mme Cornélis de Witt.

## Familie
De Witt was de jongste dochter van de calvinistische Franse politicus en geleerde François Guizot (1787-1874) en diens tweede vrouw, Elisa Dillon. Pauline Guizot trouwde met de Franse politicus Cornélis Henri de Witt (1828-1889).
Haar vader en diens eerste vrouw, Pauline Guizot née de Meulan (1773-1827), schreven ook, net als haar zuster Henriette Guizot (1829-1908). De laatste trouwde met een broer van Cornélis, eveneens een Frans politicus, Conrad de Witt (1824-1909); daarna publiceerde Henriette, net als Pauline de Witt-Guizot onder de naam Mme de Witt, en samen publiceerden ze wel onder de naam "Mmes de Witt".
Pauline de Witt publiceerde Histoire de Guillaume le Conquérant (Geschiedenis van Willem de Veroveraar). Ook werkte zij actief mee aan het laatste boek van haar vader: L'Histoire d'Angleterre racontée à mes petits enfants (Geschiedenis van Engeland verteld aan mijn kleinkinderen). Met een voorwoord van haar man verschenen ook dagboeken en brieven uit de Frans-Duitse Oorlog.

### Eigen werk
- Guillaume le Conquérant, ou l'Angleterre sous les Normands. Revu par M. Guizot [=haar vader François Guizot]. Paris, 1854.
- Six mois de guerre, 1870-1871. Lettres et journal de Mme Cornélis de Witt. [Avant-propos de Cornelis de Witt.] Paris, 1894.

### Medewerking
- François Guizot, L'histoire d'Angleterre, depuis les temps les plus reculés jusqu'à l'avènement de la reine Victoria, racontée à mes petits-enfants. Recueillie par Mme de Witt née Guizot. 2 delen. Paris, 1877-1878.

### Vertalingen
- Dinah Maria Mulock Craik, Le Chef de famille. [Traduit par Mme Cornelis de Witt / Mme Conrad de Witt]. Paris, 1855.
- John Lothrop Motley, Histoire de la fondation de la république des Provinces-Unies. Traduction nouvelle [par Mme Conrad de Witt en collaboration avec sa soeur Mme Cornelis de Witt], précédée d'une introduction par M. Guizot. 4 delen. Paris, 1859-1860.
- Charles Dickens, David Copperfield. [Traduit (?) par Mme Cornelis de Witt et Mme Conrad de Witt]. Paris, 1862.
- [Mme] R. Bolle, Un missionnaire à la ville et dans les champs. Traduit de l'anglais par Mme Cornelis de Witt. Paris, 1864.
- Elizabeth Prentiss, Les petits brins de fil ou Fil embrouillé, fil-d'argent et fil-d'or. Traduit de l'anglais par Madame Cornelis de Witt. Paris, 1865.
- Charlotte Mary Yonge, Sarah Wood, Contes anglais. Traduits par Mmes de Witt et illustrés de 43 vignettes par E. Morin. Paris, 1967.
- Dinah Maria Mulock Craik [et al.], La Vie des deux côtés de l'Atlantique autrefois et aujourd'hui. Traduit de l'anglais par Mmes de Witt. Paris, 1869.
- Florence Montgomery, Un enfant sans mère. Traduit de l'anglais, par Mmes de Witt. Paris, 1872.
- Elisabeth Gaskell [et al.], Trois histoires d'amour. Traduction de Mme Cornélis de Witt, née Guizot. Paris, 1882.